# Félre az útból (Sub Bass Monster-album)
A Félre az útból Sub Bass Monster debütáló nagylemeze. Az albumból több mint 50.000 példány kelt el, így ezzel kiérdemelte a platinalemez minősítést. Az album legismertebb, kislemezen is megjelent dalai: 4 ütem, Nincs nő, nincs sírás, Gyulafirátót.

## Az album dalai
| 1.  | Intro                           | 0:32 |
| 2.  | Félre az útból!                 | 3:53 |
| 3.  | Pattanj fel                     | 3:47 |
| 4.  | Az alvilágnak nincs romantikája | 4:17 |
| 5.  | Pörög a fekete lemez            | 4:18 |
| 6.  | Rá se ránts                     | 3:58 |
| 7.  | Nincs kiút                      | 4:13 |
| 8.  | Mákvirág                        | 3:59 |
| 9.  | Hasta la bisztró                | 0:34 |
| 10. | Meseautó                        | 4:03 |
| 11. | Nincs nő, nincs sírás           | 4:07 |
| 12. | Gyulafirádió                    | 0:26 |
| 13. | Gyulafirátót                    | 3:30 |
| 14. | Szar az élet                    | 3:55 |
| 15. | Az utca másik oldala            | 3:57 |
| 16. | Oh Baby                         | 3:48 |
| 17. | Ébredj csak én még álmodom      | 4:19 |
| 18. | Szerinted?                      | 0:13 |
| 19. | 4 ütem                          | 4:55 |
| 20. | Outro                           | 2:32 |